# Abbaye de Mönchengladbach
Le monastère Saint Vit de Mönchengladbach est une église catholique de Mönchengladbach. Ancien monastère bénédictin, le pape Paul VI l'a élevée en 1974 au rang de basilique mineure.

## Histoire de l'abbaye de Gladbach

### Période carolingienne
Les premières connaissances certaines sur la fondation de l'abbaye remontent à un document de la fin du XIe siècle, provenant sans doute du scriptorium du monastère de Gladbach. Ce document, richement enluminé, évoque « un certain Balderich, noble de l'empire », qui longtemps avant la fondation de l'abbaye, aurait érigé une église en haut de la colline, église détruite par les Magyars en 954.

### Une fondation légendaire
La tradition rapporte que l’archevêque Géron, accompagné d'un moine de Trèves du nom de Sandrad, s'étant mis en quête d'un lieu propre à la fondation d’un monastère, découvrit les ruines de la colline surplombant le ruisseau de Gladbach. Là, contemplant cette montagne déserte, et la forêt épaisse et sombre qui l'entourait, il entendit venant des profondeurs un son de cloche ; avec son compagnon, il suivit la direction indiquée par le son, et ils découvrirent au creux d'un rocher des reliques de Saint Vit, de Saint Corneille, de Saint Cyprien et de Sainte Barbe provenant de l'ancienne église carolingienne. Ainsi, un signe miraculeux serait à l'origine du choix de l'endroit.
En 1120 au plus tard, le monastère fut touché par la Réforme bénédictine de Siegburg.

## Construction

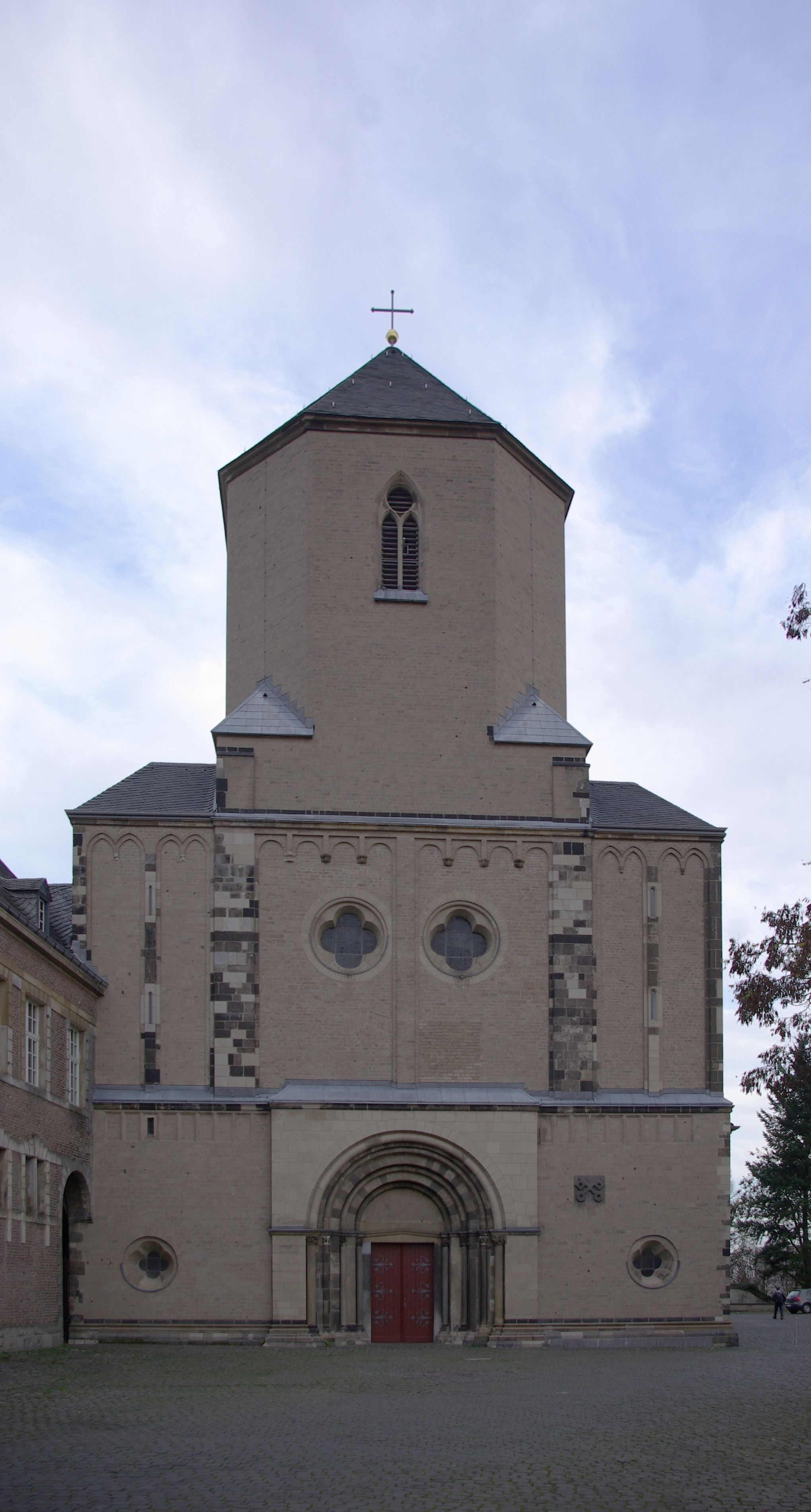
L'aile ouest du monastère de Mönchengladbach

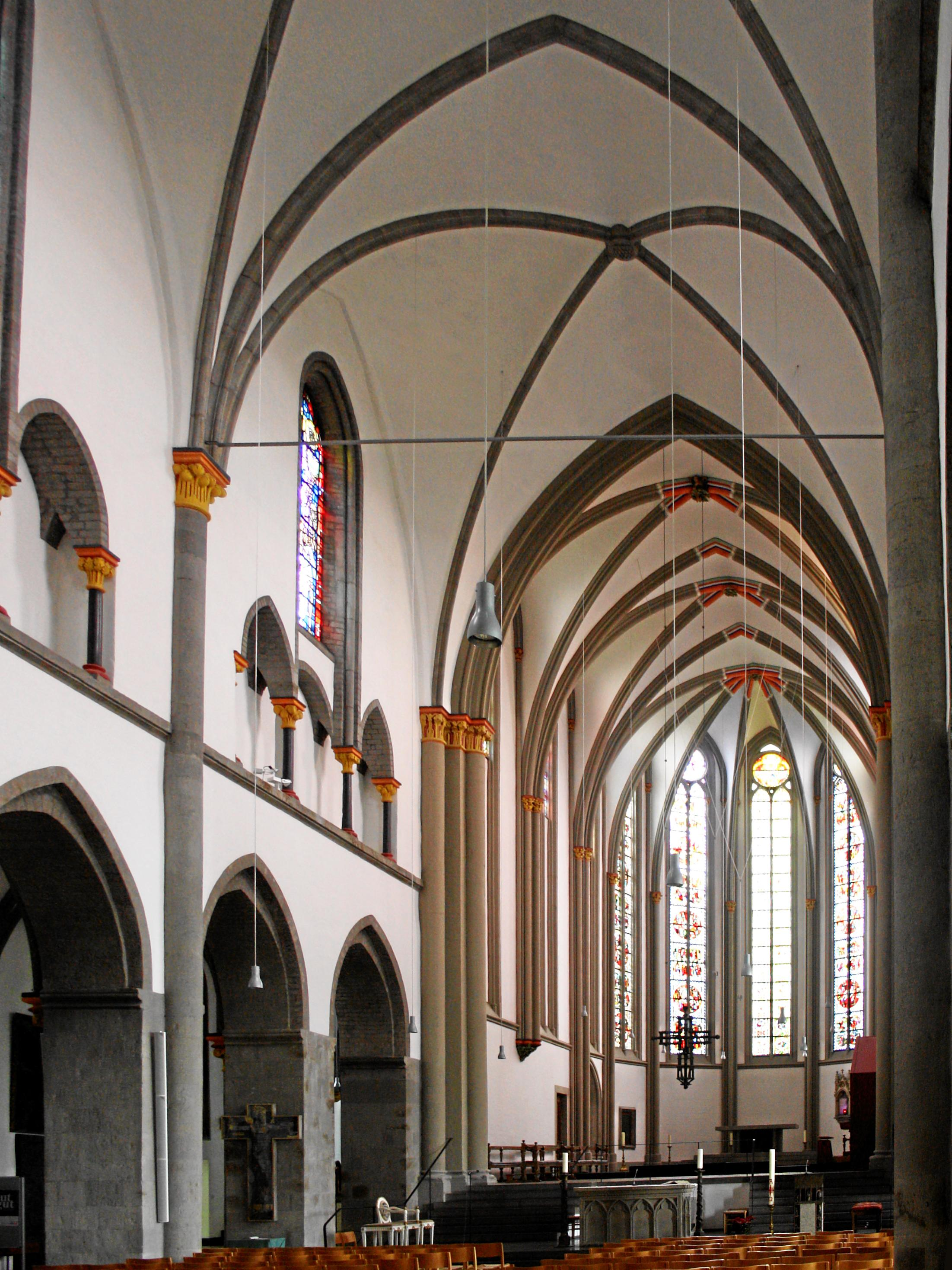
La nef en direction de l'est

D'après les résultats de fouilles menées en 1955 par le Prof. Hugo Borger, l'abbaye primitive (974–1000) aurait été une aula à plan barlong, terminée à l'est par un petit chœur quadrangulaire et à l’ouest par une entrée tripartite étroite précédée d’un vestibule. Au XIe siècle, l’édifice fut flanqué à l'ouest d’une tour, dont on ignore cependant la forme exacte.
La position et l’emprise au sol de l’édifice laissent deviner un changement complet d’architecture vers 1100, mais seuls la crypte et le chœur subsistent de cette époque. Vers la fin du XIIe siècle, le plan de base fut étendu de deux collatéraux et de deux chapelles. L'aile ouest massive du monastère témoigne encore de ce bouleversement. Selon toute vraisemblance, elle devait être reliée au chœur ancien par une nef trifoliée, qui d’après la géométrie des parois de la tour ouest devait être couverte d’un toit en terrasse.
C'est entre 1228 et 1239 que la nef de l’abbaye prit sa forme définitive. La reconstruction commença par les collatéraux et se fit d’ouest en est jusqu’au transept, mais le voûtement de la nef centrale dut être repoussé (il ne devait intervenir qu'au XVe siècle). Il fallut même renoncer à imiter le plan trifolié inspiré par la cathédrale de Cologne. Les puissants piliers en faisceau de la croisée d'ogive du transept trahissent cette intention avortée.
Entre 1256 et 1277, alors que la reconstruction se poursuivait allègrement, apparut l'idée d’édifier un nouveau chœur, mais selon un plan différent (le chœur allongé typique du style gothique). Pour mener à bien ce plan, Maître Gerhard, le premier maître d'œuvre de la cathédrale de Cologne apporta son concours. Albert le Grand consacra l’abbaye le 28 avril 1275.

## Aperçu

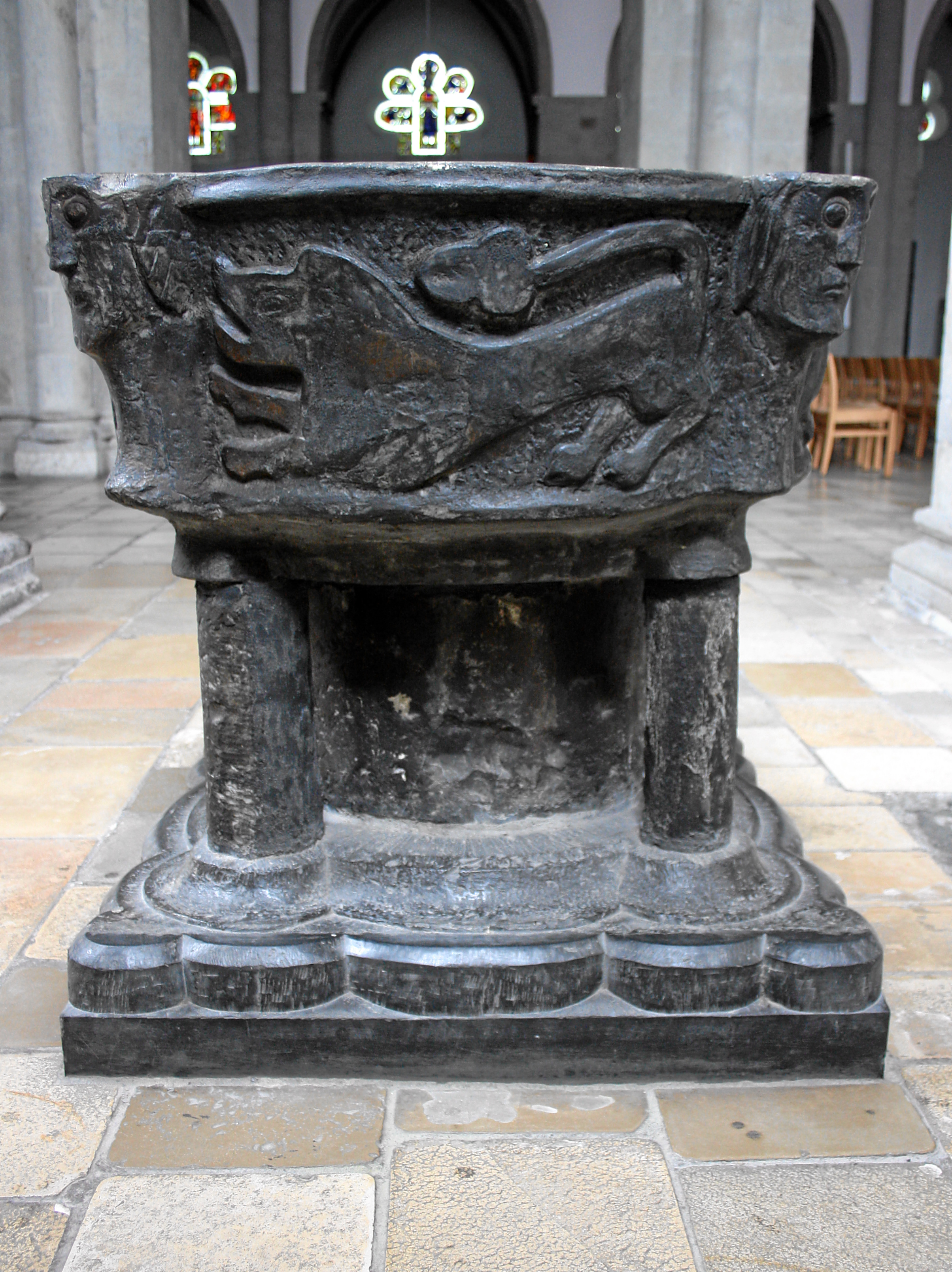
Les fonts baptismaux (XIIe siècle)
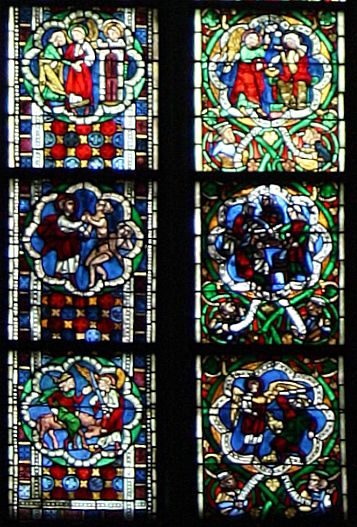
Détail du vitrail biblique (Bibelfenster, 1275)

## La salle du trésor du monastère de  Gladbach
Le trésor n'abrite plus aujourd'hui qu'une partie de ses anciennes richesses.
Outre quelques pièces d'orfèvrerie remarquables de l’Âge baroque et du XIXe siècle, abritant les reliques du sanctuaire, il y a notamment lieu de mentionner un autel portatif de Cologne remontant aux alentours de 1160 ; parmi les manuscrits, on trouve un missel du XIIe siècle, une nécrologie du monastère (Necrologium Gladbacense), et un antiphonaire en  notation neumatique (le Gladbacher Choral).
Une châsse dorée contient la nappe de la Sainte-Cène, qui est selon une tradition locale la nappe ayant servi lors du dernier repas du Christ. Elle est exposée aux fidèles tous les sept ans à l'occasion du pèlerinage traditionnel de Mönchengladbach.
On peut admirer également une stèle de l'ère païenne en écriture runique, une chasuble byzantine provenant du tombeau de Saint Sandrad dans la nef centrale de l'abbaye, une châsse et des panneaux sculptés en ivoire du XIIIe siècle ainsi que le sceau d’Albert le Grand remontant à la consécration du maître-autel de 1275. Le trésor abrite aussi deux lustres en bois du XVe siècle.

### Sources
- (de) Cet article est partiellement ou en totalité issu de l’article de Wikipédia en allemand intitulé « Mönchengladbacher Münster » (voir la liste des auteurs).